# 治疗乐队
，是一支于 1976 年在西薩塞克斯郡克勞利成立的摇滚乐队。该乐队经历了多次人员调整，只有其核心、吉他手兼主要曲作者罗伯特·史密斯是固定成员。他经常以其一头乱发、苍白的面庞，和涂抹故意弄脏的唇膏示人。
治疗乐队在 1970 年代末开始尝试创作。他们的第一张专辑《Three Imaginary Boys》及一些早期单曲，使他们在英国新兴的后朋克和新浪潮运动中占据了重要的位置。乐队在 1980 年代早期从哥德搖滾中汲取灵感，音乐主题趋向黑暗和痛苦。在 1982 年的专辑《Pornography》发行后，由于罗伯特·史密斯十分希望将乐队带回原来阴郁的风格，使乐队的未来难以预测。随着 1982 年发行的单曲《Let's Go to Bed》，史密斯开始在乐队的音乐里注入更多流行音乐的元素。随后乐队的人气日渐增长，特别是在美国，乐队的歌曲《Just Like Heaven》、《Lovesong》和《Friday I'm in Love》均进入了公告牌的前 40 位。在 1990 年代初，治疗乐队已成为世界上最受欢迎的另类摇滚乐队之一。经粗略统计，截至 2004 年，乐队已售出两千七百万张专辑。至今（2025年），乐队已经发行 14 张录音室专辑、2 张 EP 和 40 多首单曲，全球专辑销量超过三千万张。
2019年，治療樂隊入選搖滾名人堂。

## 历史

### 成立及早期（1973—1979）
治疗乐队最早的前身是一个名为“Obelisk”的乐队，由克劳利地区圣母中学的学生们组成。乐队于1973年4月进行了首次公开演出，成员为罗伯特·史密斯（钢琴）、迈克尔·邓普西（吉他）、洛尔·托尔赫斯特（打击乐器）、马克·塞卡尼奥（Marc Ceccagno，主音吉他）以及艾伦·希尔（Alan Hill，贝司）。1976 年 1 月，马克·塞卡尼奥和他在圣威尔弗里德天主教学校的同学组建了“Malice”乐队，成员包括罗伯特·史密斯、迈克尔·邓普西和另外两名同学。1976年4月下旬，塞卡尼奥和其他两名成员离开了乐队，而托尔赫斯特（鼓手）、马丁·克雷西（Martin Creasy，主唱）、珀尔·汤普森（吉他）加入了乐队。1977年1月，在克雷西离开后，乐队愈加受到朋克摇滚的影响，并将乐队名改为“Easy Cure”（该名称来源于托尔赫斯特创作的一首歌曲）。
1977年5月18日，Easy Cure和德国厂牌Ariola-Hansa签订了唱片合约。然而，尽管乐队为公司录制了数首歌曲，却没有一首出版。1977年9月，Easy Cure的主唱离开了乐队。乐队在面试后，最终决定由罗伯特·史密斯担任主唱。 1977年9月和10月，邓普西、史密斯、汤普森、托尔赫斯特四人在伦敦录制了他们的第一张录音室样本唱片，但最终并未发行。1978年3月，在权衡了未来的发展后，乐队与 Hansa Records 解约。罗伯特·史密斯在之后回忆道：「我们那时很年轻。他们总想把我们改造成一支青少年乐队。他们希望我们能去翻唱别人的作品，但我们并不想这么做。」

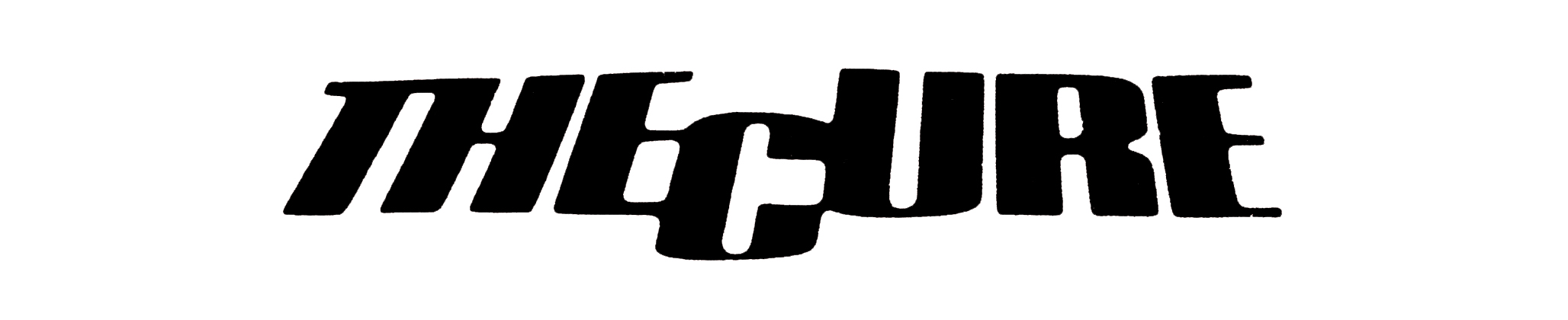
治疗乐队早期使用的标志

1978年，珀尔·汤普森被踢出了乐队，因为他的演奏风格和史密斯当时所钟爱的极简主义不一致。4月22日，Easy Cure在蒙蒂菲奥里学院礼堂（Montefiore Institute Hall）进行了最后一场演出。随后，史密斯将剩下的三人乐队（史密斯、托尔赫斯特、邓普西）命名为“The Cure”，即治疗乐队。 同月晚些时候，乐队在苏塞克斯的栗子录音室（Chestnut Studios）录制了他们的首张作品，并做成了音乐样本，分发给各个主流唱片公司。 其中的一份样带落到了宝丽多唱片的星探克里斯·帕里手中，后者在1978年9月将治疗乐队签入自己新成立的新厂牌Fiction Records旗下，该厂牌隶属于宝丽多唱片。 1978年12月22日，乐队在Small Wonder Records发行了他们的首张单曲《Killing an Arab》。尽管单曲由于其激进的标题而被指责为种族仇视，但它实际上是基于法国存在主义作家加缪的小说《局外人》而创作的。乐队选择于1979年再版此张单曲，并在唱片上添加了否认种族歧视内容的贴纸。《NME》上一篇关于乐队的文章写道：“（治疗乐队）就像一股从城郊向烟雾弥漫的首都酒吧及俱乐部吹来的清新空气”，并指出“随着约翰·皮尔的推广以及特邀演奏而排满的日程表，乐队能否继续保有（音乐上）别具一格的生活情趣，仍有待观察。”
1979年3月，乐队发行了首张专辑《Three Imaginary Boys》。由于乐队成员并不熟悉录音工作，克里斯·帕里和录音工程师迈克·赫奇斯主导了录音的全过程。然而，乐队对这张专辑并不满意，尤其是史密斯。他在1987年的一次采访中坦承：“很多东西都很肤浅——我在那时就不喜欢它。有人批评它很肤浅，我认为他们是有道理的。甚至当我们制作完成后，我还想添加一些我认为更有内涵的东西。”同年6月，乐队发行了第二张单曲《Boys Don't Cry》。
8月至10月期间，乐队作为苏西与女妖的演出嘉宾，在英格兰、北爱尔兰、苏格兰和威尔士参加「Join Hands」巡演。在苏西与女妖的录音吉他手约翰·麦凯（John Mckay）中途离队后，罗伯特·史密斯临时加入了该乐队以填补空缺，在巡演中身兼二职。 这一段经历对史密斯影响深刻：“在与苏西与女妖乐队合作的第一个晚上，我被演奏的力量所震撼。这与我们在治疗乐队所做的非常不同。在此之前，我希望我们能像吵鬧公雞樂團（Buzzcocks）或埃尔维斯·科斯特洛一样，成为一个朋克版的披头士乐队。这段经历确实改变了我对所做事情的态度。”
治疗乐队的第三张单曲《Jumping Someone Else's Train》在1979年10月上旬发行。 紧接着，邓普西因对史密斯为即将发行的专辑所写的素材反应冷淡而被“除名”，于是他加入了The Associates乐队。同时，The Magazine Spies乐队的贝司手西蒙·盖洛普和键盘手马蒂厄·哈特利加入了治疗乐队。同年11月至12月，The Associates乐队作为嘉宾，同治疗乐队和The Passions乐队参加了英格兰地区的「Future Pastimes Tour」巡演。治疗乐队的新阵容在此期间演奏了数首新专辑中的歌曲。 同时，史密斯、托尔赫斯特、邓普西、盖洛普、哈特利和汤普森组建了一支衍生乐队，由他们的家人和朋友负责和声，并由当地的邮递员弗兰基·贝尔（Frankie Bell）担任主唱，在12月以“Cult Hero”名义发行了一张7英寸单曲。

### 早期的哥特式階段（1980—1982）
由於樂隊在第一張專輯中缺乏自主性，史密斯在樂隊的第二張專輯《Seventeen Seconds》（1980）中發揮了更大影響力。 這張專輯由他和迈克·赫奇斯共同担任制作人，並在英國單曲排行榜上位列第20。专辑中的单曲《A Forest》成为乐队第一首热门单曲，在单曲榜上排名第31位。这张专辑标志着乐队音乐风格的转变，赫奇斯将其描述为“忧郁、大气，与《Three Imaginary Boys》截然不同”。 《NME》在对该专辑的评论中表示：“对于像治疗乐队这样年轻的乐队来说，能够在如此短时间内涉猎这么多音乐类型实在是令人惊叹。”与此同时，史密斯开始担心所谓的“反形象”（anti-image）概念。史密斯告诉媒体，他对与“反形象”有关的联想感到厌烦，因为一些人认为这是“精心伪装他们的平凡”。他表示：“我们必须摆脱这个反形象的标签——毕竟这本来就不是我们创造的，而且看起来好像是我们在刻意追求晦涩。我们只是对传统摇滚形象不感兴趣。整件事真的失控了。”同年，《Three Imaginary Boys》在美国市场上被重新包装为《Boys Don't Cry》，更换了封面设计并调整了曲目列表。为宣传这两个作品，乐队开始了他们的第一次世界巡演。巡演结束后，马蒂厄·哈特利离开了乐队，并称：“我意识到这个乐队正在走向自杀式的、阴郁的音乐——我对这种东西根本不感兴趣。”
1980年，乐队和赫奇斯一起制作并发行了第三张专辑《Faith》。 这张专辑进一步加剧了《Seventeen Seconds》中的阴郁情绪，在英国排行榜上最高排名第14位。专辑的盒式磁带中包含了动画影片《Carnage Visors》的器乐配乐，该动画是乐队1981年巡演的开场动画。 1981年末，治疗乐队发行了单曲《Charlotte Something》。到这时，乐队音乐中的阴郁情绪已对成员们的生活产生了深远影响，他们“陷入了残忍的困境”。有时史密斯会被他在舞台上展现的角色所吞噬，最后流着泪结束演出。
1982年，治疗乐队录制并发行了《Pornography》。这是乐队早期“压抑沮丧”三部曲的最后一张专辑，巩固了乐队作为新兴哥特摇滚流派代表之一的地位。史密斯表示，在录制《Pornography》期间，他“承受了很大的精神压力，但这与团队无关，只是与我的状态、年龄、性格有关。我想，制作《Pornography》时是我人生中最糟糕的时期。回想并听取别人对当时情况的看法后，那时的我真的是一个非常可怕的人”。盖洛普这样描述这张专辑：“虚无主义占据了整张专辑……我们唱着『即使我们都死了也没关系（It doesn't matter if we all die）』，而这正是我们当时的想法。”帕里担心专辑中没有适合广播播放的热门歌曲，故要求史密斯和制作人菲尔·索纳利润色歌曲《The Hanging Garden》，将其作为单曲发行。 尽管乐队担心《Pornography》不会取得商业成功，但它还是成为了乐队的第一张英国十大专辑，排名第8位。
《Pornography》发行后，乐队又进行了名为“十四个露骨时刻”（Fourteen Explicit Moments）的巡演。乐队首次采用了他们标志性的大而高的头发造型，并在脸上涂抹口红。 巡演结束时，西蒙·盖洛普在酒吧与罗伯特·史密斯打了一架，并退出了乐队。两人在接下来的18个月里互不往来。 史密斯暂停了治疗乐队的活动，于1982年11月重新加入了苏西与女妖乐队，担任主音吉他手。他随后成为该乐队的全职成员，并被推荐为乐队主唱，甚至还在现场视频和专辑《Nocturne》中出现。随后，史密斯和苏西与女妖乐队一起录制了专辑《Hyæna》，但在1984年6月，即专辑发行前两周离开了乐队，决定专注于治疗乐队。

### 商业上的成功（1983—1988）
随着盖洛普的退出以及史密斯和苏西与女妖的合作，有关乐队解散的谣言四起。1982年12月，史密斯对杂志《Melody Maker》称：「治疗乐队真的还存在吗？我自己也一直在思考这个问题......已经到了我不想再以这种形式工作的地步了。」他随后补充道，「无论发生什么，我、劳伦斯和西蒙都不会再在一起了。我很清楚。」
克里斯·帕里很担心治疗乐队的状况，并确信解决乐队目前的困境唯有重塑其音乐风格。帕里设法说服史密斯和托尔赫斯特接受这个想法。他称：「这个提议吸引了罗伯特，因为他无论如何都想摧毁治疗乐队。」 两人于1982年末发行了单曲《Let's Go to Bed》，托尔赫斯特在其中担任键盘手。虽然史密斯将这首一次性写就的单曲称为「愚蠢的」流行歌曲， 但它在英国引起了不小的轰动，并在单曲榜上排名第44位，还进入了澳大利亚和新西兰的前20名。1983年，乐队又发行了两首单曲：基于合成器的《The Walk》达到了第12名，《The Love Cats》则达到了第7名，并成为了乐队第一首英国十大热门单曲。 这些单曲及其B面都被收录在1983年发行的合辑《Japanese Whispers》中。 
1984年，治疗乐队发行了迷幻摇滚专辑《The Top》，史密斯在这张专辑中演奏了除鼓（由安迪·安德森演奏）和萨克斯管（由Malice乐队的早期成员珀尔·汤普森演奏，他后来正式加入了治疗乐队）以外的大部分乐器。这张专辑在英国排名前十，也是他们第一张在美国打入Billboard 200的录音室专辑，排名第180位。《Melody Maker》杂志称赞这张专辑为「永不过时的迷幻摇滚」，同时发出疑问，「我还没有遇到过一个可以告诉我治疗乐队为什么如此受欢迎的人」。 治疗乐队随后与汤普森和安德森一起开始了他们的「Top Tour」全球巡演，并由担任专辑制作人的菲尔·索纳利演奏贝司。 治疗乐队于1984年底发行的第一张现场专辑《Concert》收录了这次巡演的录音。巡演即将结束时，安德森因破坏酒店房间而被踢出乐队，取而代之的是鲍里斯·威廉姆斯，后者曾是Thompson Twins乐队的巡演鼓手。 不久后，索纳利也因为巡演的压力而离开。 这段时间，治疗乐队的前贝斯手西蒙·盖洛普组建了Fools Dance乐队，并在加里·比德尔斯（Gary Biddles）的调解下与史密斯和解，重新加入了治疗乐队。 史密斯对盖洛普的回归欣喜若狂，并向《Melody Maker》称：「我们又是一个完整的乐队了。」

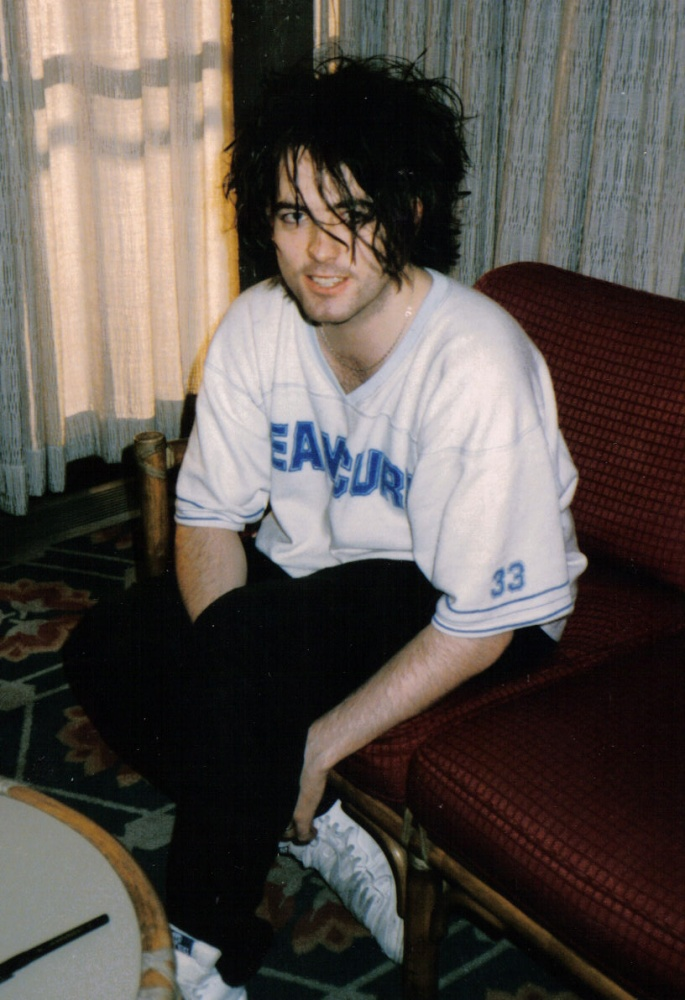
1985年的罗伯特·史密斯

1985年，史密斯、托尔赫斯特、盖洛普、威廉姆斯和汤普森组成的新阵容发行了专辑《The Head on the Door》。这张专辑成功地将乐队音乐中的乐观和悲观相融合。 《The Head on the Door》在英国排名第7位，在美国则排名第59位。 这次成功部分归功于专辑内两首单曲《In Between Days》和《Close to Me》的国际影响力。继专辑和世界巡演之后，乐队于1986年以三种形式发行了单曲合辑《Standing on a Beach》（每种形式都有不同的曲目列表和特定标题）。这张合辑进入了美国排行榜前50位。 乐队随后进行巡回演出以宣传该合辑，并发布了在法国南部拍摄的节目《The Cure in Orange》的VHS和激光光盘。在此期间，乐队在欧洲（尤其是法国、德国和比荷卢三国）人气极高，并且在美国和加拿大也越来越受欢迎。
1987年，乐队在阿根廷布宜诺斯艾利斯演出，成为第一批在那里举行大型音乐会的英国另类摇滚乐队。 但由于购买假票的乐迷被拒绝入场，音乐会最终在一片骚乱中结束。 乐队直到2013年才再次在阿根廷演出。
1987年5月，乐队发行了双专辑《Kiss Me, Kiss Me, Kiss Me》。该专辑在英国排名第6位，在多个国家排名前十， 并且首次进入美国前40名（排名第35位）。这张专辑还在美国获得了白金唱片认证。 专辑的第三首单曲《Just Like Heaven》是乐队迄今为止在美国最成功的单曲，也是他们第一首打入 Billboard 前40名的单曲。 这张专辑还制造了另外三首热门单曲。专辑发行后，乐队聘请了罗杰·奥唐纳（他曾是the Psychedelic Furs乐队的巡演键盘手，也是威廉姆斯的老朋友）以补充托尔赫斯特的工作，同时让汤普森专注于吉他。在随后的巡演中，托尔赫斯特的酗酒开始影响他的演出表现。

### 《Disintegration》与世界范围内的流行（1989—1993）
1989年，治疗乐队发行了广受好评的专辑《Disintegration》。专辑在英国排名第3位，是乐队当时取得过的最佳成绩。专辑中的《Lullaby》《Lovesong》《Pictures of You》三首单曲在英国和德国排名前30位。专辑在美国排行榜上达到了第12位， 在美国发行的首支单曲《Fascination Street》在美国现代摇滚排行榜上排名第一，但很快就被乐队的第三支美国单曲《Lovesong》所超越，后者在美国流行音乐榜上排名第二（这是乐队唯一进入美国前十名的单曲）。 到1992年，专辑的全球销量已超过300万张。
在专辑的制作期间，乐队成员给史密斯下了最后通牒：要么托尔赫斯特离开，要么他们集体退出乐队。 1989年2月，托尔赫斯特向媒体宣布退出乐队。 奥唐纳成为了乐队的正式成员，而乐队的创始成员只剩下史密斯一人。史密斯将托尔赫斯特的离队归因于后者能力下降以及酗酒问题，「他与一切都脱节了。这已对我们的所有工作产生了负面影响」。 由于托尔赫斯特在专辑录制期间仍在乐队内，因此乐队在专辑内页中将其标记为演奏「其他乐器」，并列为每首歌的共同创作者。然而，据透露，由于酗酒，除了《Homesick》外， 托尔赫斯特对专辑其余部分的贡献微乎其微。
乐队随后在美国成功举行了巡演。1989年9月6日，乐队在洛杉机环球露天剧场举行的1989年MTV音乐录影带颁奖典礼上表演了歌曲《Just Like Heaven》。 1990年5月，奥唐纳退出乐队，接替其工作的是佩里·巴蒙特。巴蒙特在乐队中演奏键盘和吉他，自1984年以来亦是固定巡演成员。11月，乐队发行了名为《Mixed Up》的混音合辑。1991年，乐队荣获全英最佳乐队奖。同年，托尔赫斯特对史密斯和Fiction Records公司提起版权诉讼，声称他和史密斯共同拥有「The Cure」这个名字。这场诉讼最终以1994年史密斯的胜诉而告终。
与此同时，乐队返回录音室录制并在1992年发行了他们的下一张专辑《Wish》。 这张专辑在英国排名第1位，在美国排名第2位，并贡献了国际热门单曲《High》和《Friday I'm in Love》。 专辑还获得了1993年格莱美奖最佳另类音乐专辑的提名。1993年秋天，乐队发行了现场专辑《Show》和《Paris》，其中收录了他们「Wish」世界巡演的录音。

### 过渡（1994—1998）
1994 年，乐队为电影《乌鸦》创作了歌曲《Burn》。此曲在Billboard 200的专辑排行榜上名列第一。 在下一张录音室专辑发行前，乐队的阵容再次发生了变化。 珀尔·汤普森离开乐队去参与Page and Plant的巡演； 鲍里斯·威廉姆斯也退出了乐队，他的工作由新鼓手杰森·库珀接替； 罗杰·奥唐纳在阔别四年后回归，担任键盘手。 1994年，乐队开始了下一张专辑的录音工作。最初只有罗伯特·史密斯和佩里·巴蒙特在场，随后西蒙·盖洛普从病假中归来，杰森·库珀和奥唐纳也在之后加入了录音工作。
1996年发行的专辑《Wild Mood Swings》与乐队之前的专辑相比，并未引发巨大反响。这标志着乐队商业巅峰期的结束。 1996年，乐队进行了世界巡演以宣传该专辑。1997年，乐队发行了合辑《Galore》，其中收录了他们在1987年至1997年间的所有单曲，以及由曾长期担任大卫·鲍伊吉他手的里夫斯·加布雷尔斯演奏的新单曲《Wrong Number》。 1998年，乐队为电影《X档案：征服未来》创作了歌曲《More Than This》。

### 三部曲与大规模成员变动（1999—2005）
由于治疗乐队与唱片公司的合同只剩下最后一张专辑，加之《Wild Mood Swings》和《Galore》在商业上反响平平，史密斯觉得乐队可能行将终结。因此，他想要制作一张能够反映乐队更为严肃一面的专辑。 2000年，《Bloodflowers》发行（原定于1998年发行），并获格莱美奖提名。 据史密斯称，这张专辑同《Pornography》和《Disintegration》共同组成了乐队的「三部曲」（Trilogy）。此后的九个月，乐队进行了「Dream」巡演。 2001年，治疗乐队离开Fiction Records公司，并发行了合辑《Greatest Hits》和DVD，其中收录了他们多首歌曲的MV。 乐队亦发行了现场视频DVD《The Cure: Trilogy》，其中记录了乐队2002年11月11日至12日在柏林的「Trilogy」演出。
2003年，乐队与格芬唱片公司签约。 2004年，他们在Fiction Records公司上发行了一套合辑，名为《Join the Dots: B-Sides & Rarities, 1978-2001 (The Fiction Years)》。这张专辑在Billboard 200专辑排行榜上最高排名第106位。 2004年，乐队发行了第12张录音室专辑《The Cure》。该专辑于当年7月首次在大西洋两岸同时进入前10名。 5月，乐队为宣传专辑，参加了科切拉音乐节。7月24日至8月29日，乐队参加了Curiosa旅行音乐节。
2005年5月，奥唐纳和巴蒙特被乐队解雇。 奥唐纳声称，史密斯正在考虑将乐队人数缩减为三人。此前奥唐纳还称，他是通过一个粉丝网站才得知乐队即将举行巡演，「在近二十年后仍只能以这样的方式得知消息，我很难过。我本抱有更高的期望。」 乐队的剩余成员——史密斯、盖洛普和库珀——在此后以三人组的形式多次亮相，直到2005年珀尔·汤普森返回乐队。 2005年7月，乐队在巴黎的现场八方慈善音乐会上进行了表演。

### 《4:13 Dream》与“Reflections”巡演（2006—2015）
2006年，治疗乐队开始为他们的第13张专辑创作并录制素材 为制作这张专辑，乐队将原定于2007年8月的北美「4Tour」推迟至2008年春季。 在专辑发行前的几个月，乐队都会在每月13日或临近13日时发布单曲，共发布了《The Only One》《Freakshow》《Sleep When I'm Dead》《The Perfect Boy》4首单曲和《Hypnagogic States》1张EP。2008年10月，乐队发行了第13张录音室专辑《4:13 Dream》。与他们之前发行的专辑相比，《4:13 Dream》在英国的商业成绩并不理想，只在排行榜上停留了两周，最高排名仅第33位。2009年2月，治疗乐队获得了新音乐快递音乐奖。

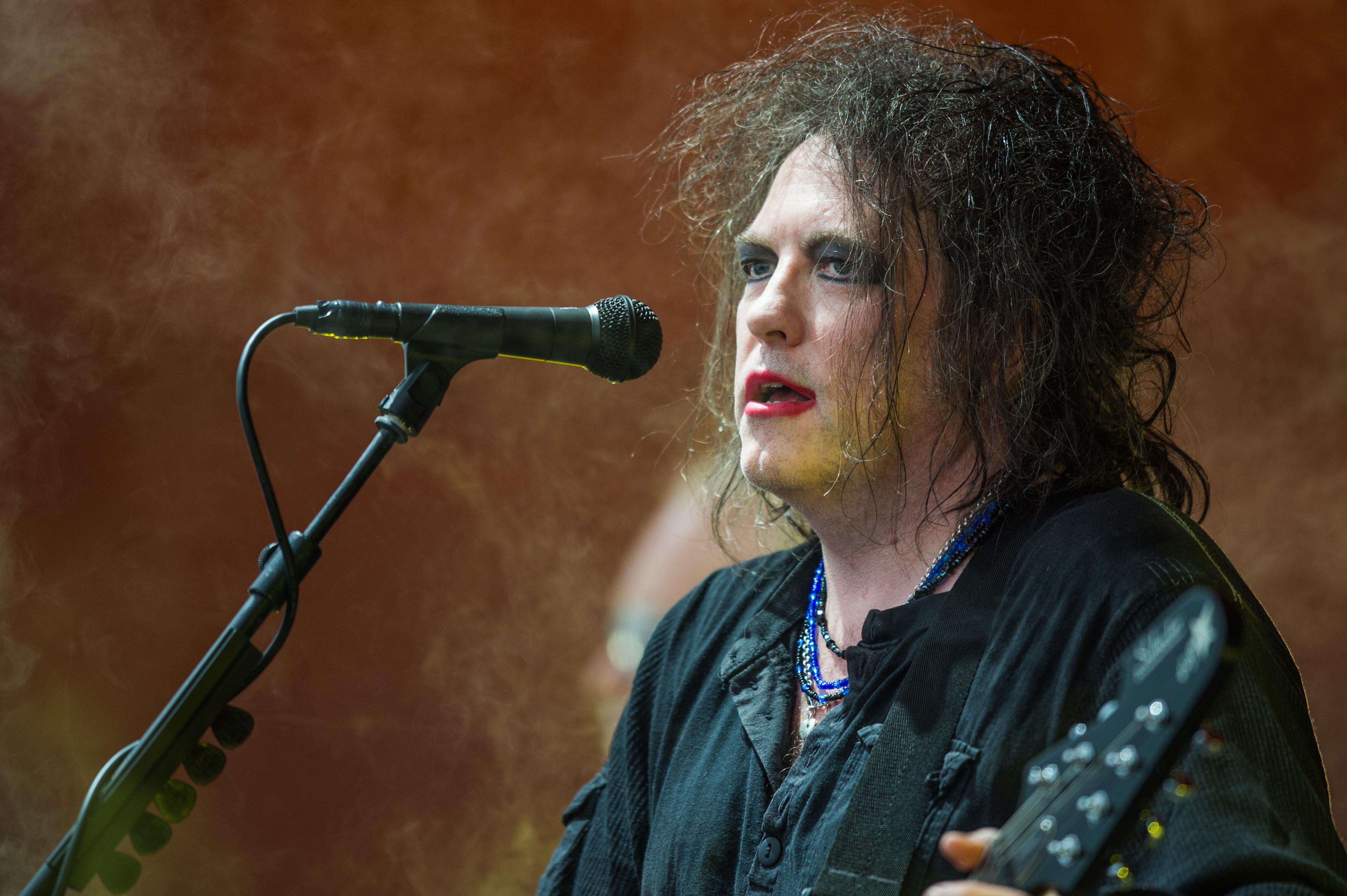
2012年，罗伯特·史密斯在罗斯基勒音乐节上演出

2011年，奥唐纳回归乐队。随后，乐队在缤纷悉尼音乐节上进行演出。 这场音乐会是他们“Reflections”系列音乐会的第一场。乐队在音乐会上完整地演唱了他们的前三张专辑。 乐队还在该年进行了其他7场「Reflections」音乐会，其中伦敦1场，纽约3场，洛杉矶3场。 9月27日，治疗乐队被提名为2012年入选摇滚名人堂的候选乐队。
在《NME》2012年3月的封面文章中，乐队宣布他们将在欧洲的一系列夏季音乐节上演出，其中包括利兹/雷丁音乐节。 5月1日，珀尔·汤普森宣布他将再次离开乐队。 5月26日，乐队开始了为期19天的欧洲夏季音乐节巡演。他们首先在粉红娃娃音乐节上亮相，吉他手里夫斯·加布雷尔斯也加入了巡演。同日，乐队宣布加布雷尔斯将在巡演中替补出场，但此时他还不是乐队的正式成员。 巡演开始几周后，乐队决定邀请加布雷尔斯正式加入乐队，后者接受了邀请。 2013 年，乐队在南美进行了巡演。除去1996年在巴西举办的两场音乐会，这是他们自1987年来首次在南美洲的演出。
2014年初，史密斯宣布乐队将于当年晚些时候发行《4:13 Dream》的后续专辑《4:14 Scream》。这些版本将被编为一张名为《4:26 Dream》的双专辑。然而，这个项目最终不了了之。 在2014年11月18日发行的一张致敬保罗·麦卡特尼的专辑《The Art of McCartney》中，乐队翻唱了披头士乐队的歌曲《Hello, Goodbye》，由保罗的儿子詹姆斯·麦卡特尼客串演唱和演奏键盘，MV于2014年9月9日发布。 罗伯特·史密斯还在专辑的附赠光盘中翻唱了保罗的歌曲《C Moon》。 2015年夏天，乐队专辑《Disintegration》的歌曲《Plainsong》在电影《蚁人》的一个片段中被使用，但没有正式出现在电影的配乐表中。

### 40周年纪念和《Songs of a Lost World》（2017—至今）
2018年六月，治疗乐队参加并领衔了伦敦的Meltdown音乐节。史密斯邀请了一些他个人喜爱的乐队在音乐节上演出，如九寸钉、我的血色情人节、盲音合唱团、Placebo、狂躁街道传教者、克里斯汀·赫什等。2018年7月7日，乐队在海德公园举办了他们的40周年纪念音乐会。2018年的世界唱片店日，乐队发行了重制豪华版的《Mixed Up》以及名为《Torn Down》的续作。
2019年3月30日，史密斯在接受《滚石》杂志采访时透露了乐队的下一张专辑：“这是我们20年来第一次再次踏入录音室——这里实际上是（皇后乐队）曾经录制《波西米亚狂想曲》的地方。这些歌曲的长度基本上都是10分钟、12分钟。我们录制了19首歌曲。所以我不知道现在该怎么做……我们会在夏天开始前完成录制，并且用一个夏天的时间来混音。至于发行时间，我不知道，10月？万圣节！来吧！”在7月5日发表于《NME》的采访中，史密斯称乐队将在2019年8月重新录制四分之三的歌曲，“我希望它能在2019年发布，如果不能的话，我会很痛苦的”。不过，乐队在接下来的四年内仍未发布任何的录音室作品。
2019年，乐队开启了夏季巡演，总计23场。乐队直播了5月30日在悉尼的最后一场演出。2019年10月，乐队在Austin City Limits Music Festival上进行演出。当月晚些时候，乐队发行了现场专辑《40 Live: CURÆTION-25 + Anniversary》，收录了乐队2018年在Meltdown音乐节和海德公园的全部演出。
2021年6月，史密斯在采访中提到了两张新专辑，称“其中一张非常非常阴郁，而另一张则不然”，透露称专辑的录音工作已经完成，“我只需要决定去混音哪一张”。2021年8月15日，贝斯手西蒙·盖洛普在他的社交媒体上发文，称他已经离开了治疗乐队。罗伯特·史密斯和乐队并未就他的退出发表正式声明，而盖洛普随后删除了这条帖子。2021年10月14日，盖洛普称他仍然在乐队中。
2022年3月，史密斯确认了乐队的新专辑名为《Songs of a Lost World》，这是乐队两张专辑企划中的第一张。2022年5月，史密斯提供新消息称专辑将在10月乐队欧洲巡演之前发行。然而，尽管乐队在巡演时演奏了部分新曲目，专辑仍未发行。在2022年10月6日拉脱维亚里加的演出上，佩里·巴蒙特重返乐队，并为乐队的Lost World巡演做准备。2023年3月，乐队宣布了名为“Shows of a Lost World”的北美巡演。史密斯直言不讳地反对Ticketmaster的动态定价模式和垄断门票的黄牛，并将基本票价定至20美元；他还与售票公司协商，向先前购买了高价票的歌迷们退款。
2024年9月，乐队开始向一些在乐队网站上注册过邮箱的歌迷寄出神秘的明信片，并在罗伯特·史密斯家乡的一家酒吧张贴海报，那里也是治疗乐队早期经常演出的场所。9月13日，乐队透露他们16年来的第一张专辑《Songs of a Lost World》将于2024年11月1日发行。9月26日，乐队发行了他们新专辑中的第一首单曲《Alone》。该专辑由史密斯和保罗·科克特共同制作，后者曾与史密斯在《Bloodflower》中进行过合作。
11月1日，乐队发行了他们暌违16年的新专辑《Songs of a Lost World》。 专辑登顶英国专辑排行榜，成为乐队自1992年的《Wish》以来再次取得此成就的专辑。 在美国，专辑在Billboard 200上位列第四，为乐队自2004年同名专辑以来首次进入前十。
2024年10月，史密斯表示乐队将于2025年发行《Songs of a Lost World》的后续专辑并进行巡演，还将在2028年发布一部纪录片 他也暗示乐队或于2029年解散，届时他年满70岁，亦为乐队首张专辑《Three Imaginary Boys》发行50周年。

## 音乐风格

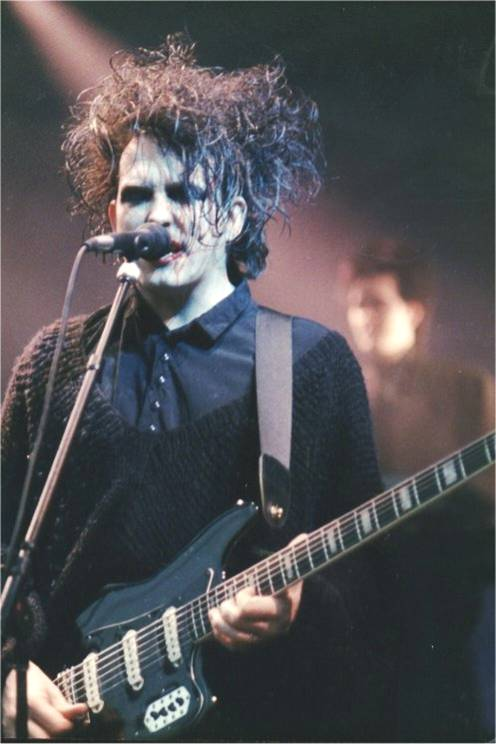
1989年的罗伯特·史密斯

治疗乐队一般被认为是哥特摇滚的代表乐队之一。然而，乐队成员经常拒绝被分类，特别是被视为哥特摇滚乐队。罗伯特·史密斯在2006年表示「治疗乐队仍被强行贴着『哥特』的标签，实在可悲」，并补充道，「我们无法被定义。我想，我们出道时或许算是后朋克，但总体而言并非如此……我只演奏治疗乐队的歌曲，不管它是什么风格。」
尽管外界经常将治疗乐队同黑暗、阴郁的音乐联系在一起，但他们也创作了许多欢快的歌曲，并在新浪潮音乐运动中占有一席之地。《Spin》杂志曾称：「治疗乐队始终是一只非此即彼的乐队：……罗伯特·史密斯要么沉溺在哥特式的悲伤中，要么就是在舔着沾满唇膏的手指，享受棉花糖般的甜腻流行乐。」2004年，史密斯称：「一直以来，人们觉得我们是一支哥特乐队，这其实是自相矛盾的……对出租车司机来说，我是那个唱着《Friday I'm in Love》而非《Shake Dog Shake》或《One Hundred Years》的家伙。」
治疗乐队的音乐通常被描述为「占据主导地位、旋律优美的低音线；哀怨、压抑的人声；以及歌词上对存在主义的痴迷，和近乎文学性的绝望」。 乐队大部分歌曲的制作流程都是首先由史密斯和盖洛普创作鼓点和低音线，两人在家里录制音乐样本，然后再带到录音室进行微调。 史密斯在1992年称，「当人们谈论『治疗乐队歌曲』时，他们指的是以六弦贝斯、木吉他和我的声音为基础的歌曲，再加上Solina的弦乐音效」 ，在此基础上，「层层叠加上吉他和合成器」。 自《Seventeen Seconds》以来，键盘一直是乐队编曲的重要组成部分；而随着在《Disintegration》中的广泛使用，键盘在治疗乐队的歌曲中愈加占据重要地位。

## 音乐视频
乐队早期的音乐视频因质量低劣而备受诟病，被称为「糟糕透顶的作品」，甚至连乐队成员也这么认为。托尔赫斯特说：「那些视频完全是灾难性的；我们不是演员，我们的个性完全没有表现出来。」《Let's Go to Bed》的音乐视频是他们与蒂姆·波普的首次合作。这位导演为乐队的音乐视频增添了俏皮元素。他在1987年《Spin》杂志的采访中坚称：「我认为他们身上一直有这种特质，只是从未被发掘出来。」
波普后来执导了治疗乐队的大部分音乐视频，这些视频成为乐队的标志性作品，并在1980年代帮助他们扩大了观众群。波普解释为何持续与治疗乐队合作时说：「治疗乐队是拍摄者最理想的合作对象，因为罗伯特·史密斯非常懂得镜头语言。他的歌曲充满电影感。表面上看有些愚蠢和幽默，对吧，但在这之下全是（史密斯的）心理执念和幽闭恐惧症。」

## 影响
治疗乐队通常被视为1980年代最重要的另类摇滚艺术家之一。在另类摇滚尚未成为主流之前，他们是最早在口碑和商业上均取得成功的另类乐队之一。1992年，《NME》称治疗乐队在80年代已成为「哥特热门制造机（至今19首）、国际上的现象级存在，同时也是地球上最成功的另类乐队，忧郁地徘徊于世」。 Pitchfork dubbed the Cure the "unlikeliest alt-rock heroes" of the 1980s.
治疗乐队影响了横跨多种流派的众多音乐艺术家。公开表示受到治疗乐队影响或对其表示欣赏的音乐人包括碎南瓜乐队的比利·寇根、Slowdive、Ride、我的血色情人节、Lush的米基·贝伦伊、Spoon的布里特·丹尼尔、Beach House、Chvrches、Blink-182、Interpol、狂躁街道传教者、AFI、Deftones、Placebo、Mogwai、Korn、Foals、Failure、Drab Majesty、Converge、Cursive的蒂姆·凯瑟、Thursday的杰夫·瑞克利、奥利维亚·罗德里戈、Alvvays等。
2019年，治疗乐队入选摇滚名人堂。尽管乐队自2004年起就具备入选资格，但此前仅在2012年获得过一次提名。正式的入选仪式于2019年3月29日在纽约布鲁克林的巴克莱中心举行。摇滚名人堂公布的乐队入选成员包括：佩里·巴蒙特、杰森·库珀、迈克尔·邓普西、里夫斯·加布雷尔斯、西蒙·盖洛普、罗杰·奥唐纳、罗伯特·史密斯、珀尔·汤普森、洛尔·托尔赫斯特和鲍里斯·威廉姆斯。加布雷尔斯最初未被列入名单，但在2019年2月被追加入选。在颁奖典礼上，乐队表演了五首歌曲。

## 唱片[1]

### 录音室专辑
- Three Imaginary Boys (1979)
- Seventeen Seconds (1980)
- Faith (1981)
- Pornography (1982)
- The Top (1984)
- The Head on the Door (1985)
- Kiss Me, Kiss Me, Kiss Me (1987)
- Disintegration (1989)
- Wish (1992)
- Wild Mood Swings (1996)
- Bloodflowers (2000)
- The Cure (2004)
- 4:13 Dream (2008)
- Songs of a Lost World (2024)

### 合辑
- Boys Don't Cry (1980)
- Japanese Whispers (1983)
- Standing on a Beach: The Singles (1986)
- Galore: The Singles 1987–1997 (1997)
- Greatest Hits (2001)
- Alternative Rarities 1988–1989 (2010)
- Acoustic Hits (2017)

### 现场专辑
- Concert: The Cure Live (1984)
- Entreat (1991)
- Show (1993)
- Paris (1993)
- Bestival Live 2011 (2011)
- 40 Live (Curætion-25 + Anniversary) (2019)

## 成员
- 罗伯特·史密斯 – 主唱，吉他，键盘 (1976–至今)
- 西蒙·盖洛普（英语：Simon Gallup） – 贝司，键盘，伴唱 (1979–1982, 1985–至今)
- 杰森·库珀（英语：Jason Cooper） – 鼓，打击乐器 (1995–至今)
- 佩里·巴蒙特（英语：Perry Bamonte） – 键盘，吉他，六弦贝司 (1990–2005, 2022-至今)
- 罗杰·奥唐纳（英语：Roger O'Donnell） – 键盘，打击乐器 (1987–1990, 1995–2005, 2011-至今)
- 里夫斯·加布雷尔斯（英语：Reeves Gabrels） - 吉他，六弦贝司(2012-至今)

### 已离开成员
- 洛尔·托尔赫斯特（英语：Lol Tolhurst） – 鼓，打击乐器，键盘，鼓机，其他乐器 (1976–1989)
- 迈克尔·邓普西（英语：Michael Dempsey） – 贝司，伴唱 (1976–1979)
- 马蒂厄·哈特利（英语：Matthieu Hartley） – 键盘 (1979–1980)
- 菲尔·索纳利（英语：Phil Thornalley） – 贝司 (1983–1984)
- 安迪·安德森（英语：Andy Anderson (drummer)） – 鼓，打击乐器 (1983–1984)
- 鲍里斯·威廉姆斯（英语：Boris Williams） – 鼓，打击乐器 (1984–1994)
- 珀尔·汤普森（英语：Pearl Thompson） – 吉他，键盘 (1976–1978, 1983–1993, 2005–2011)